# Apivia (IMOCA)
L'Occitane en Provence depuis 2023
Cet article concerne un voilier devenu L'Occitane en Provence en 2023. Pour le premier du nom, voir L'Occitane en Provence.
Construit et mis à l'eau en 2019 à Lorient sous le nom de Apivia, c'est un voilier monocoque français de course au large, de classe 60 pieds IMOCA (18 m). Depuis 2023, le voilier se nomme L'Occitane en Provence.
Il remporte la Transat Jacques-Vabre 2019 (trois mois après sa mise à l'eau) avec les skippers Yann Eliès et Charlie Dalin,. Ce dernier coupe le premier la ligne d'arrivée du Vendée Globe 2020-2021 à bord de ce bateau, mais il n'est pas déclaré vainqueur, celle-ci revenant à Yannick Bestaven arrivé près de 8 heures après lui, mais bénéficiant d'une compensation en temps après s'être détourné pour participer au sauvetage d'un autre concurrent.

## Histoire

### Conception et historique
Ce monocoque est mis à l'eau à Lorient le 5 août 2019, après dix-huit mois de chantier chez CDK Technologies, en collaboration avec ses skippers conseillés Charlie Dalin, Yann Eliès, et Pascal Bidégorry. Il est baptisé lors du Grand Pavois de La Rochelle, aux couleurs du Team Apivia (mutuelle du groupe Macif) et fait partie de l'écurie MerConcept du skipper François Gabart.
Basé sur des plans de monocoques de course autour du monde Volvo Ocean Race de l'architecte Guillaume Verdier, ce monocoque est spécialement créé et conçu pour rivaliser avec les IMOCA concurrents de dernière génération favoris du Vendée Globe 2020-2021, avec des vitesses de plus de 30 nœuds dans les conditions les plus favorables et équipé entre autres de dispositifs électroniques d'évitement d'objet flottant non identifié (OFNI).

### Carrière

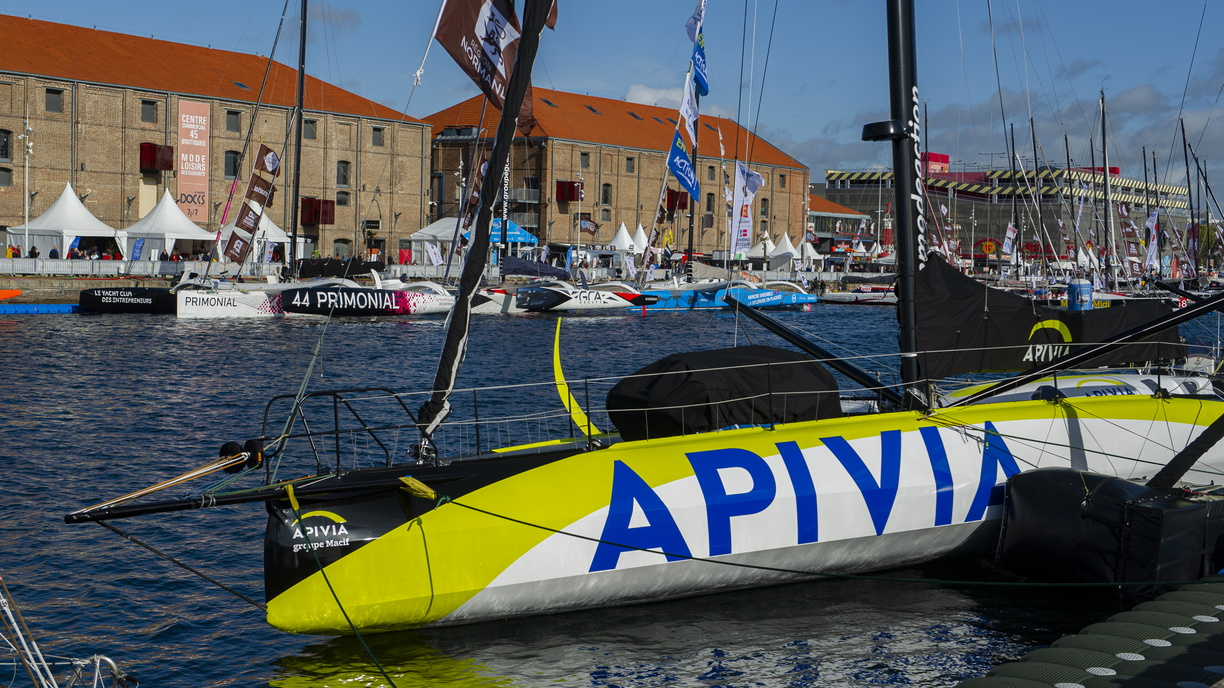
Apivia au Havre, avant la Transat Jacques-Vabre 2019.

Trois mois après sa mise à l'eau, Apivia remporte son premier test course, avec la Transat Jacques-Vabre 2019 catégorie Imoca, avec ses skippers Charlie Dalin et co-skipper Yann Eliès,. Il part du Havre le 27 octobre, pour arriver à Salvador de Bahia au Brésil le 10 novembre, après avoir parcouru 5 062 milles à 15,62 nœuds de moyenne sur l'eau, en 13 jours, 12 heures et 8 minutes de course.
En juillet 2020, mené par Charlie Dalin, Apivia termine deuxième de la Vendée-Arctique-Les Sables-d'Olonne.
À son bord, Charlie Dalin coupe le premier la ligne d'arrivée du Vendée Globe 2020-2021. Mais il est classé 2e derrière Maître Coq  IV de Yannick Bestaven, à la suite de la compensation accordée à ce dernier pour sa participation au sauvetage de Kevin Escoffier.

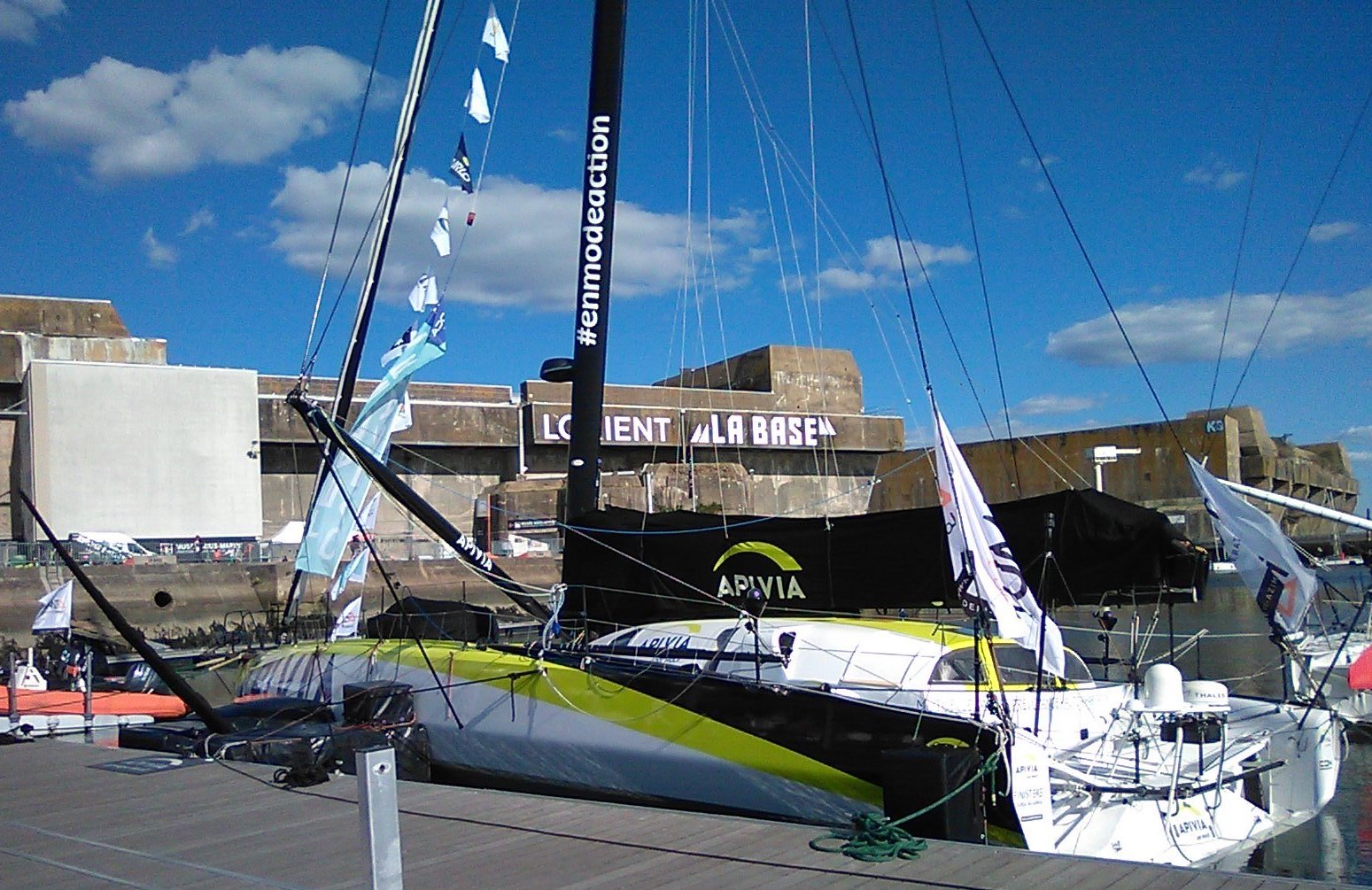
Apivia au Défi Azimut 2022.

En août 2021, Apivia, mené par Charlie Dalin et Paul Meilhat, remporte la Fastnet Race dans la catégorie Imoca. En septembre, à Lorient, mené par Dalin et Meilhat, il remporte le Défi Azimut. En novembre, toujours mené par Dalin et Meilhat, il termine 2e de la Transat Jacques-Vabre.

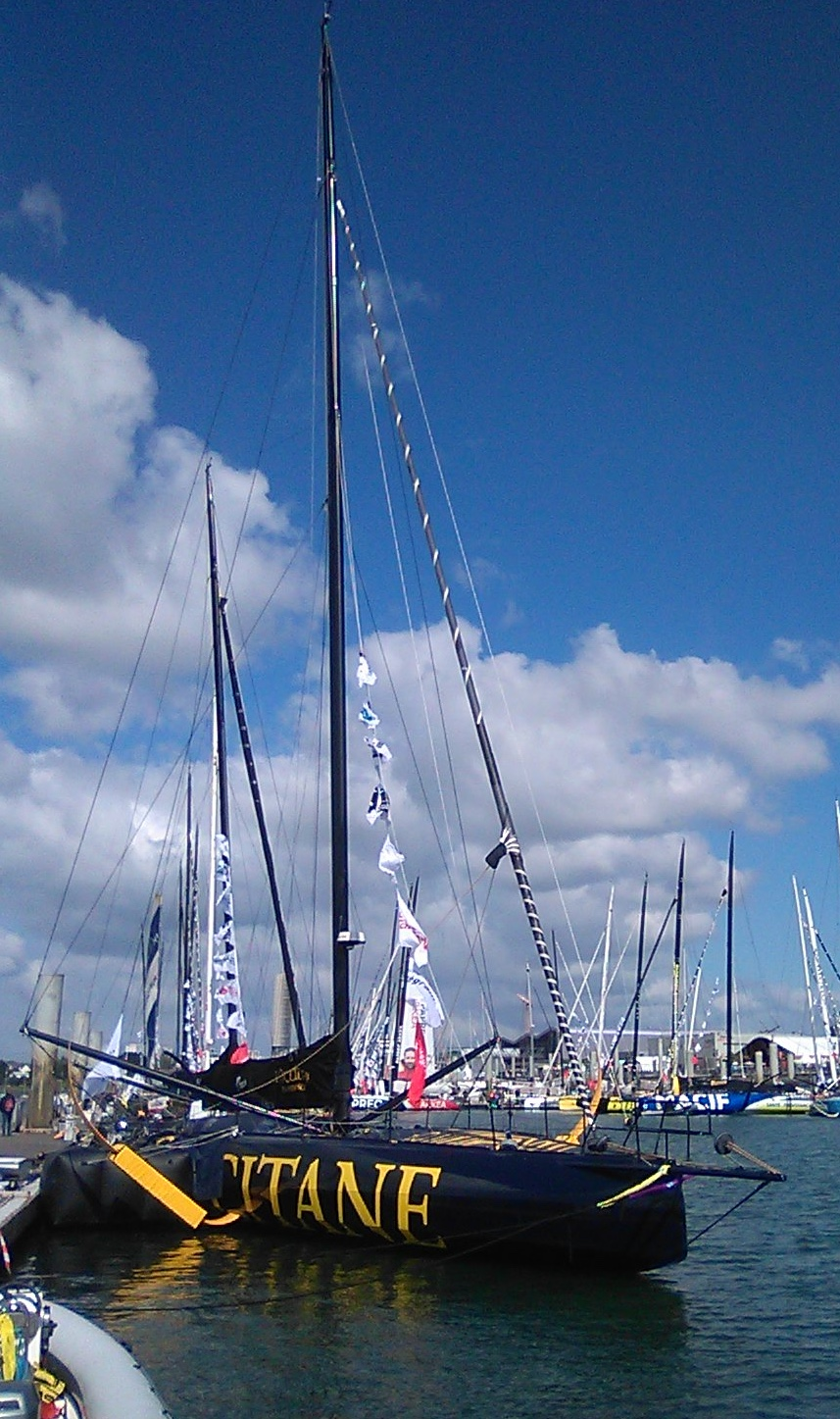
L'Occitane en Provence à Lorient, quatre jours avant le départ de The Transat 2024.

Le 29 novembre 2021, Apivia Macif Mutuelle confirme que son Imoca est vendu au groupe BPCE pour sa marque Banque populaire, la remise du bateau se faisant en décembre 2022, après la Route du Rhum. Il devient alors le Banque populaire XII, avec comme objectif principal le Vendée Globe 2024-2025. Il devait initialement être skippé par Clarisse Crémer ; le Team Banque Populaire décide en février 2023 de changer de skipper, face au risque de non-qualification de la skipper pour défaut de participation à d'autres courses, consécutif à sa maternité en novembre 2022. Le bateau est vendu en mars 2023 à Alex Thomson qui le loue à Clarisse Crémer, sponsorisée par L'Occitane en Provence.

## Palmarès

### 2019-2022:Apivia– Charlie Dalin
- 2019 : vainqueur de la Transat Jacques-Vabre, dans la catégorie Imoca, en double avec Yann Eliès[13].

- 2020 : 2e de la Vendée-Arctique-Les Sables-d'Olonne en solitaire[14].

- 2021 :
  - 2e du Vendée Globe 2020-2021. 1er à couper la ligne d'arrivée, il est classé 2e derrière Maître Coq IV de Yannick Bestaven en raison des réparations attribuées à ce dernier pour sa participation au sauvetage de Kevin Escoffier[16].
  - vainqueur de la Fastnet Race, dans la catégorie Imoca en double avec Paul Meilhat[17].
  - vainqueur du Défi Azimut en double avec Paul Meilhat[18].
  - 2e de la Transat Jacques-Vabre, mené par Dalin et Meilhat[19].

- 2022 :
  - vainqueur sur 24 de la Guyader Bermudes 1000 Race en solitaire[23].
  - vainqueur sur 25 de la Vendée-Arctique-Les Sables-d'Olonne[24].
  - vainqueur sur 24 des 48  heures du Défi Azimut[25].
  - 2e sur 38 Imoca dans la Route du Rhum[26].

### Depuis 2023:L'Occitane en Provence– Clarisse Crémer
- 2023 :
  - 6e sur 29 Imoca dans la Fastnet Race, en duo avec Alan Roberts[27]
  - 10e sur 33 Imoca dans les 48 Heures du Défi Azimut, en duo avec Alan Roberts[28]
  - 9e sur 40 inscrits, de la Transat Jacques-Vabre en duo avec Alan Roberts, en 13 j 0 h 50 min 0 s
  - 12e sur 32 inscrits, du Retour à la Base en 11 j 4 h 29 min 36 s
- 2025 :
  - 11e du Vendée Globe en 77 j 15 h 34 min 28 s[29]